# Хальснес (коммуна)
Хальснес (дат. Halsnæs Kommune) — датская коммуна в составе области Ховедстаден. Площадь — 121,19 км², что составляет 0,28 % от площади Дании без Гренландии и Фарерских островов. Численность населения на 1 января 2008 года — 30824 чел. (мужчины — 15352, женщины — 15472; иностранные граждане — 1508).
В состав коммуны входят Фредериксверк (Frederiksværk), Хуннестед (Hundested).

## Железнодорожные станции
- Дюссекилле (Dyssekilde)
- Фредериксверк (Frederiksværk)
- Гримструп (Grimstrup)
- Ханеховед (Hanehoved)
- Хуннестед Хаун (Hundested Havn)
- Хуннестед (Hundested)
- Крегме (Kregme)
- Лилле Крегме (Lille Kregme)
- Мельбю (Melby)
- Эльстед (Ølsted)
- Эстербьерг (Østerbjerg)
- Вибехус (Vibehus)